# Sense Poure
Sense Poure es un grupo de punk rock originario de Valencia (España) caracterizado por la música antisistema y revolucionaria.

## Historia
El grupo comenzó a formarse en el año 2007 con Karim a la guitarra, Chile a la batería, Txave a la guitarra y Urko al bajo. Después de un tiempo y varios conciertos Urko tuvo que dejar el grupo y entró K-k como bajista. A partir de ahí comenzaron a sacar tema nuevos y versiones hasta un total de 30 temas propios de los cuales hay 12 grabados en 2009 en el CD de El Futuro Se Construye En La Calle. A principios de 2010 K-k abandoná el grupo y entra a formar parte Taste como nuevo bajista, y unos meses después lo abandona Karim y en su lugar entra Háctor,y se incorpora al grupo Nerea, con el teclado.El 17 de septiembre de 2010 se graba el segundo trabajo, Directo en la Sala XY ROCK que consta de 25 temas. En abril de 2011 Héctor y Nerea abandonan el grupo.

## Miembros
- Txave – voz, guitarra
- Chile – voz, batería
- Taste – bajo

## Discografía
- El Futuro Se Construye En La Calle – 2009
- Directo – 2010